# Carrick Felix
Carrick De'Shaun Felix (Goodyear, 17 agosto 1990) è un ex cestista statunitense.

## Carriera
Dopo tre stagioni in NCAA con Arizona State, di cui l'ultima chiusa con quasi 15 punti di media, viene scelto alla trentatreesima chiamata del Draft 2013 dai Cleveland Cavaliers.
Il 22 luglio viene scambiato con gli Utah Jazz in cambio dei contratti non garantiti di John Lucas, Malcolm Thomas e Erik Murphy. Viene tagliato prima dell'inizio della regular season. Successivamente va in NBDL ai Santa Cruz Warriors, che dopo 5 partite lo tagliano in seguito ad un suo infortunio ad un ginocchio.